# Concerto pour trompette de Joseph Haydn
Pour les articles homonymes, voir concerto pour trompette (homonymie).

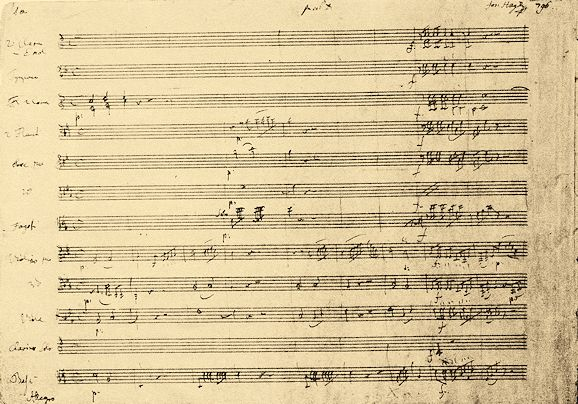
Première page du Concerto.

Le Concerto pour trompette et orchestre  en mi bémol majeur Hob. VIIe/1 (ou concerto pour clarino) est un concerto du compositeur autrichien Joseph Haydn. Il fut composé en 1796 pour son dédicataire le trompettiste Anton Weidinger (en), musicien à la Cour de Vienne qui inventa une trompette à clé capable de jouer tous les degrés de la gamme chromatique d'une manière parfaitement juste. Cette invention motiva Haydn à lui écrire cette partition, créée le 22 mars 1800 mais éditée seulement au XXe siècle, en 1929.

## Analyse de l'œuvre
Le concerto comporte trois mouvements :
1. Allegro
2. Andante : le thème rappelle l'air de l'hymne autrichien composé par Joseph Haydn en 1797
3. Allegro : Mouvement qui combine les principes de la forme sonate et de la forme rondo.

- Durée d'exécution : quinze minutes

## Discographie sélective
- Maurice André, Orchestre symphonique de Bamberg dirigé par Theodor Guschlbauer – Erato